# Ellen Breen
Ellen Breen (17 de abril de 1963) es una deportista estadounidense que compitió en esquí acrobático, especialista en la prueba de acrobacias.
Ganó tres medallas en el Campeonato Mundial de Esquí Acrobático entre los años 1991 y 1995.

## Medallero internacional
| Campeonato Mundial | Campeonato Mundial           | Campeonato Mundial | Campeonato Mundial |
| Año                | Lugar                        | Medalla            | Competición        |
| ------------------ | ---------------------------- | ------------------ | ------------------ |
| 1991               | Lake Placid (Estados Unidos) | Medalla de oro     | Acrobacias         |
| 1993               | Altenmarkt (Austria)         | Medalla de oro     | Acrobacias         |
| 1995               | La Clusaz (Francia)          | Medalla de plata   | Acrobacias         |